# لطف أباد (بياض)
لطف أباد (بالفارسية: لطف‌آباد) هي منطقة سكنية تقع في إيران في قسم بیاض الريفي. يقدر عدد سكانها بـ 1,717 نسمة .